# Zonsverduistering van 29 maart 2006

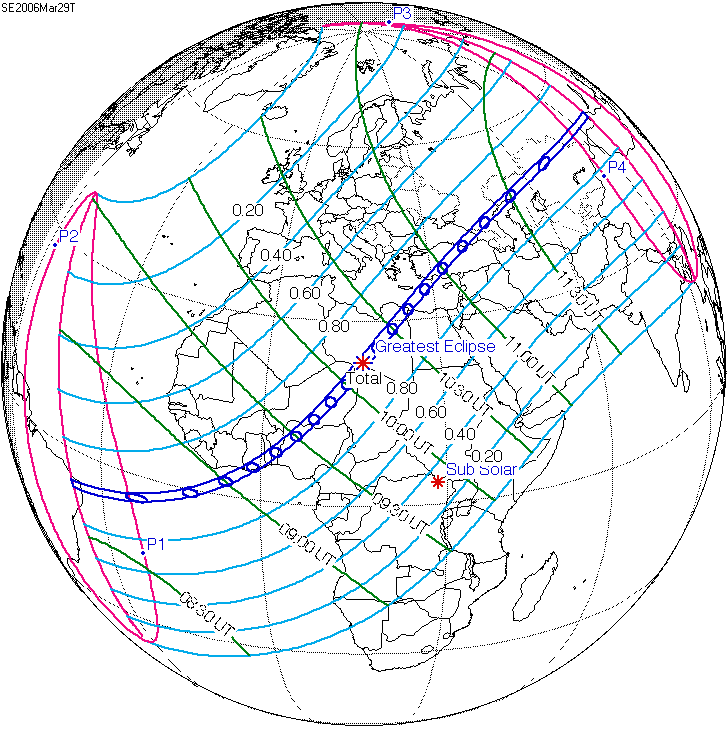
De zonsverduistering is de zien tussen de blauwe lijnen.

De totale zonsverduistering van 29 maart 2006 trok veel over land en was achtereenvolgens te zien in deze veertien landen: Ghana, Ivoorkust, Togo, Benin, Nigeria, Niger, Tsjaad, Libië, Egypte, Turkije, Georgië, Rusland, Kazachstan en Mongolië.

## Lengte

### Maximum
Het punt met maximale totaliteit lag in Libië ten noord-westen van Wath en duurde 4m06,6s.

### Limieten
| Fenomeen                    | Code | Tijdstip UTC |
| --------------------------- | ---- | ------------ |
| Eerste contact bijschaduw   | P1   | 07:36:53.1   |
| Eerste contact kernschaduw  | U1   | 08:34:28.8   |
| Kernschaduw compleet vanaf  | U2   | 08:36:33.0   |
| Bijschaduw compleet vanaf   | P2   | 09:44:41.5   |
| Maximum eclips              | GE   | 10:11:22.1   |
| Bijschaduw compleet t/m     | P3   | 10:37:32.5   |
| Kernschaduw compleet t/m    | U3   | 11:45:58.9   |
| Laatste contact kernschaduw | U4   | 11:48:00.8   |
| Laatste contact bijschaduw  | P4   | 12:45:44.8   |